# Hautacuperche

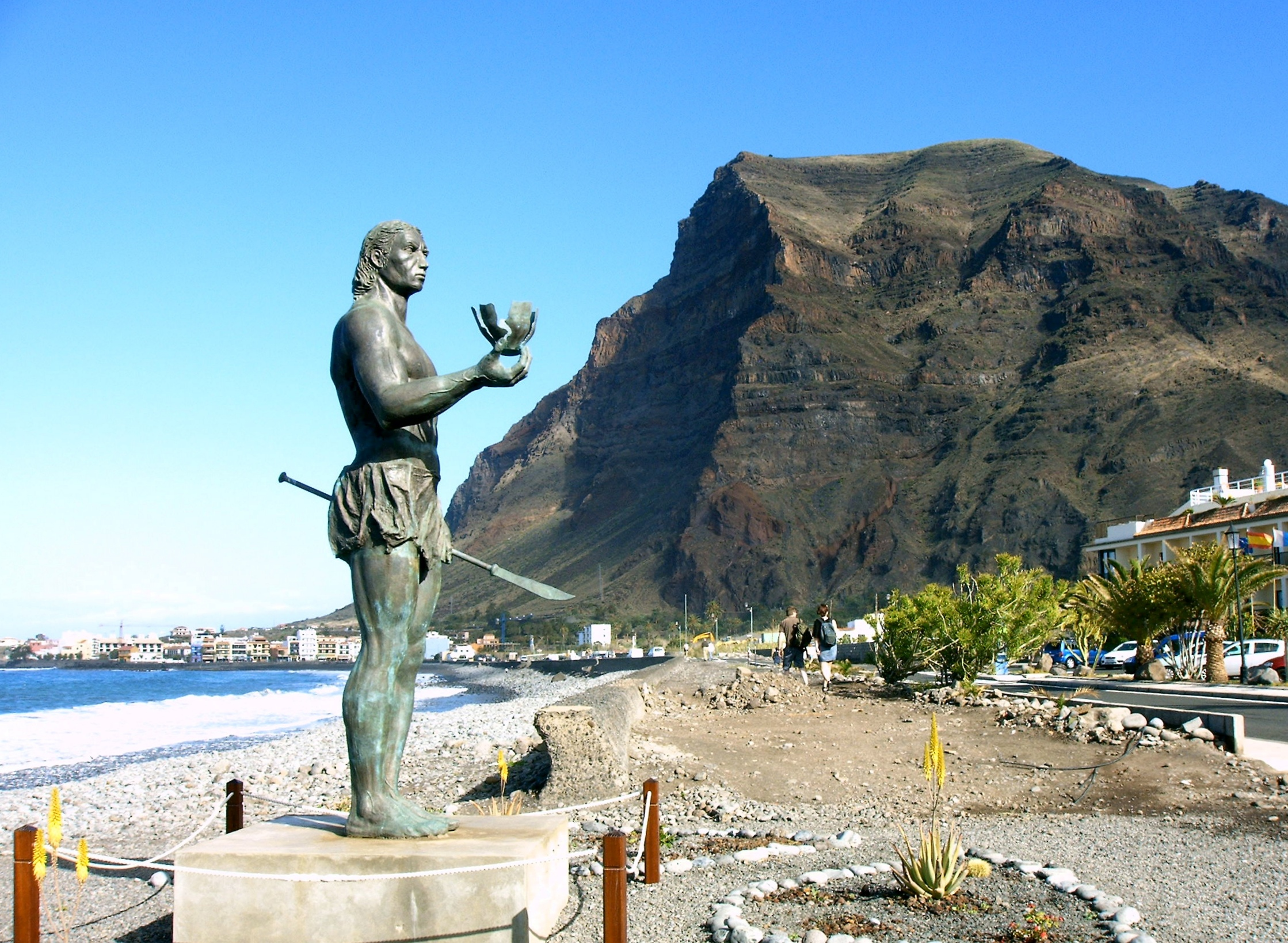
Estatua de Hautacuperche en Valle Gran Rey.

Hautacuperche fue un guerrero aborigen gomero, protagonista de la conocida como «rebelión de los Gomeros» de 1488, así como ejecutor de Hernán Peraza el Joven, señor territorial de la isla.
Bautizado como Pedro Hautacuperche, su nombre aborigen ha sido traducido por diversos autores como 'el que lleva consigo la felicidad', 'nacido con buen presagio', 'el dichoso' o 'el afortunado'.

## Biografía
Hautacuperche era pariente próximo de la aborigen Yballa, amante de Hernán Peraza. Así, en 1488 los gomeros deciden acabar con su señor al entender que este había violado el pacto que había hecho con ellos manteniendo relaciones con Yballa. Llegados los rebeldes cerca de la cueva donde se encontraba Peraza en el término de Guahedun se hallaron a Hautacuperche cuidando de sus ganados, y este se une a ellos tan pronto conoce sus intenciones. Cuando Peraza salió de la cueva al encuentro de los gomeros, Hautacuperche lo atravesó con una lanza, matándolo. Los gomeros mataron asimismo al paje que acompañaba a Peraza, e iniciaron la persecución de su escudero hasta la torre de San Sebastián, que sitiaron, dándose así inicio a la rebelión de los gomeros.
Hasta tres veces asaltaron los rebeldes la torre dirigidos por Hautacuperche sin conseguir romper sus defensas. En las refriegas el guerrero gomero hacía alarde de su agilidad, pues cogía al vuelo las saetas y piedras que le lanzaban desde la torre y las devolvía. Apercibidos los castellanos, Antonio de la Peña amagó un disparo contra Hautacuperche para distraerle mientras Alonso de Ocampo le disparaba con su ballesta desde la saetera de la torre, acabando así con el caudillo rebelde.
La muerte de Hautacuperche debilitó el ánimo de los rebeldes, que dejaron el sitio y se alzaron a las cumbres de la isla.